# Richard Baratta Dragono
Richard Baratta Dragono (případně také Richard Karl Baratta Dragono, 7. března 1867 Poltár – 12. března 1946 Třebíč) byl český poslanec Moravského zemského sněmu, úředník, velkostatkář a advokát.

## Biografie
Narodil se v Poltáru u Lučence, jeho otcem byl velkostatkář Alois Baratta Dragono a matkou byla Aloisie z Mirbachu. V roce 1883 získal dědictvím velkostatek Budišov. Vystudoval ve Vídni právnickou fakultu a získal titul doktora práv. Roku 1895 si vzal Karolínu, dceru Karla Viléma III. Haugwitze. V roce 1899 byl zvolen do Moravského zemského sněmu, kde působil až do jeho rozpuštění v roce 1914. V roce 1902 se pak stal předsedou lihovarnického spolku na Moravě a následně byl zvolen do Moravského zemského výboru, kde působil v referátu zemědělství a mezi lety 1904 a 1906 se věnoval rozvoji zemědělských škol. V roce 1909 se pak stal opět zvoleným členem zemského výboru, kde se v rámci silničního, vodního a zelezničního referátu mezi lety 1909 a 1919 věnoval rozvoji dopravy. Mezi lety 1910 a 1912 byl také místopředsedou Zemědělské rady markrabství moravského v Brně.
Po roce 1918 se vzdal politických funkcí a až do roku 1945 se věnoval správě budišovského statku. Postupně zakoupil dvůr ve Valdíkově, zřídil lihovar v Náramči a postavil sýpky. V Budišově se za jeho správy pěstovalo a množilo ozimé žito, pěstoval také pšenici, ječmen, oves či brambory. V roce 1938 se stal řádným členem Československé akademie zemědělské.
Richard Baratta Dragono žil až do roku 1945 na zámku Budišov, jehož byl rod Baratta-Dragono majitelem od roku 1813. S manželkou Karolínou měl celkem 5 dětí, Eugenii (1895), Karla (1897), Richarda (1901), Ference (1902) a Heinricha (1907).
Zemřel v březnu roku 1946 ve sběrném táboře v Třebíči, u venkovní zdi kostela sv. Gotharda v Budišově se nachází pomník Richarda Baratta Dragono. Jeho manželka zemřela v roce 1956 v Linci, její ostatky pak byly převezeny do Budišova, kde byly uloženy.